# Kostas Antetokounmpo
Kostantinos Ndubisi "Kostas" Antetokounmpo (em grego: Κωνσταντίνος Ντουμπουίζι Αντετοκούνμπο; Atenas, 20 de novembro de 1997), é um basquetebolista profissional grego, que joga pelo time Los Angeles Lakers da National Basketball Association (NBA).
Ele é irmão mais novo do duas vezes MVP da NBA, Giannis Antetokounmpo, e de Thanasis Antetokounmpo.

## Prêmios e Homenagens
- Campeão da NBA: 2020